# Jean Compagnon (charpentier)
Pour les articles homonymes, voir Compagnon.
Jean Compagnon, né le 20 janvier 1837 à Reyrieux et mort le 17 novembre 1900 à Paris, est un charpentier français qui a participé à la construction de plusieurs ponts et viaducs remarquables ainsi qu'à la construction de la Tour Eiffel.

## Biographie
Né à Reyrieux, dans l'Ain, Jean Compagnon fait un apprentissage de trois ans en tant que charpentier. En 1855, il quitte son village natal pour monter à Paris où il assiste à la première Exposition universelle et où il travaille au service de plusieurs entrepreneurs. Parallèlement et trois années durant, il fréquente l’école des adultes au Conservatoire national des arts et métiers afin de se perfectionner. En 1859, il est engagé comme ouvrier monteur sur le chantier du viaduc de Vincennes et y est promu chef d'équipe charpentier. Il fait la connaissance du directeur des travaux de l’entreprise Ernest Goüin et Cie, qui l'intègre dans l'entreprise où il devient contremaître et chef d'atelier.
Il s'embarque pour la Russie afin de construire des ponts métalliques sur la ligne de Saint-Pétersbourg à Varsovie. De retour en France, il se marie en 1863. L'année suivante, il est chef d'atelier à Villaréal de Zumaraya en Espagne, pour la réalisation du chemin de fer des Pyrénées. En 1865, il est contremaître chargé de l'édification des ponts sur le Pô puis à Ariano en Italie.
En 1869, il retourne en Russie, toujours pour le compte de la maison Goüin, pour la construction d'un grand pont sur la Volga et d'autres ouvrages. En 1872, il travaille pour la Société de construction des Batignolles sur le chantier du pont Marguerite au-dessus du Danube à Budapest en Hongrie. En 1876, Jean Compagnon, pour le compte de la Maison Gustave Eiffel, monte des ponts au Portugal sur le Douro, dont le remarquable pont Maria Pia, puis en France, sur la Garonne. Il se partage ensuite pour des ouvrages de conception audacieuse en Hongrie et dans le Cantal au viaduc de Garabit.
De septembre 1887 à 1889, il se voit confier la mission du montage de la Tour Eiffel, un  couronnement pour sa carrière de charpentier.
Jean Compagnon meurt le 17 novembre 1900 dans le 16e arrondissement de Paris, alors qu'il dirige la construction du viaduc du Viaur, que son successeur, Gaboris, achèvera. Sa sœur Louise, épouse Charbonneau, le fait inhumer à Reyrieux, où sa veuve, Jeanne Métra, le rejoindra. 

## Décoration
Il est nommé chevalier de la Légion d'honneur, le 4 juin 1889.